# Josef Kirchknopf
Josef Kirchknopf (* 16. Jänner 1930 in Kleinhöflein im Burgenland) ist ein österreichischer Politiker und ehemaliger Abgeordneter zum Nationalrat.
Josef Kirchknopf besuchte die Pflichtschulen und vollzog eine Weiterbildung in Fortbildungskursen. Er arbeitete als Landwirt und übernahm 1959 den elterlichen Landwirtschaftsbetrieb.

## Politische Funktionen
- Mitglied des Gemeinderates und Vizebürgermeister von Kleinhöflein 1967–1971
- nach der Eingemeindung von Kleinhöflein an Eisenstadt Mitglied des Gemeinderates von Eisenstadt 1971–1979
- Kammerrat der Burgenländischen Landwirtschaftskammer 1973
- Obmann der Raiffeisen-Lagerhausgenossenschaft Eisenstadt 1974
- Bezirksobmann des Burgenländischen Bauernbundes, Bezirk Eisenstadt 1975
- Stadtrat von Eisenstadt 1979–1985
- Obmann des Weinbauverbandes Burgenland sowie Obmann-Stellvertreter des Bundesweinbauverbandes 1985
- Mitglied der Österreichischen Weinkommission 1986
- Abgeordneter zum Nationalrat 1984–1994